# Kappa Geminorum
Kappa Geminorum (κ Gem, κ Geminorum) är en dubbelstjärna i norra delen av stjärnbilden Tvillingarna. Den är synlig för blotta ögat med en skenbar magnitud på 3,568. Baserat på en årlig parallaxförskjutning på 23,07 mas, befinner sig κ Geminorum ca 141 ljusår från solen.

## Egenskaper
κ Geminorum är en trolig astrometrisk dubbelstjärna med komponenter som år 2014 hade en vinkelseparation på 7,2" vid en lägesvinkel på 241°. Primärstjärnan är en utvecklad jättestjärna av G-typ med spektraltyp G9 III. Sedan 1943 har dess spektrum tjänat som en av de stabila referenser genom vilka andra stjärnor klassificeras. Den har en massa dubbelt så stor som solen, men dess radie har expanderat till 11 gånger solradien. Stjärnans utstrålning är omkring 68 gånger solens luminositet från dess yttre atmosfären vid en effektiv temperatur av 4 932 K. Den visar en lugn rotation med en projicerad rotationshastighet av 3,3 km/s och är cirka två miljarder år gammal. Den sekundära komponenten är en stjärna med magnitud 8,2.